# Селджуци
 Тази статия е за поданиците на селджукските държави.  За династията вижте Селджукиди.  
Селджуците (производно от основната форма селджук в м.р. ед. ч.), понякога селджукски турци, са военно-племенен конгломерат от огузки тюркски народи.
Изначално обитават земите около Аралско море, но през XI век се впускат в завоевания и овладяват Западен Иран, Азербайджан, Междуречието, голяма част от Мала Азия и Леванта заедно със Светите места:с. 309. Потомците на Селджук ибн Дукак, преселил се в средата на X век с племето си кънък да търси нови пасбища в Иран, основават султаната Велики Селджук и неговите поданици започват да се наричат селджуци (селджуки). Султанатът прераства в империя, обхващаща Месопотамия, Сирия, Палестина и голяма част от Иран.

## История
Идват в Анадола от Централна Азия в края на Х век, сеейки ужас и разруха във византийските провинции и в халифата на Абасидите.
По произход са клон на тюркското племе огуз, населяващ северните брегове на Аралско море.
През 10 век приемат исляма и мигрират на юг, водени от своя вожд Селджук ибн Дукак, който дава името на династията и народа. Апогеят им настъпва по време на управлението на Малик Шах I (1072 – 1092) и с помощта на неговия везир Низам ал-Мюлк, иранец по произход и истински политически и военен гений.
Още от самото основаване на своята империя селджуците силно се иранизират, приемат фарси за официален език, а повечето висши управници са персийци. След 1071 г. от Велики Селджук се отделя Иконийският султанат.
Отслабените селджукски държави са завладени от османските турци през ХV век.
Селджуците са смятани за преки предци на днешните обитатели на Турция, Азербайджан и Туркменистан. Изпълняват важна роля в средновековната история, създавайки бариера между Европа и монголските орди на изток. Имат съществен принос в защитата на мюсюлманския свят от Кръстоносните походи на християните.

## Селджукиди
Селджукидите са династията на селджукските владетели, управлявала техните държави. Управляват териториите на Централна Азия, Близкия изток и Мала Азия от средата на ІХ век до края на ХІІІ век.